# Veda
För byn Veda, se Veda, Härnösands kommun.
Veda (sanskrit वेद "vetande") är hinduismens äldsta "boksamling". De äldsta delarna kan härstamma från åren 1900–1100 f. Kr. (den exakta åldern är omtvistad), men de har under tidens gång omredigerats. Dagens version härstammar från åren strax före Kristus.
Ordet veda betyder vetande. Såsom vetande betraktades emellertid framför allt kunskapen om gudarna och den hållning människan bör inta gentemot dem. "Veda" är alltså det religiösa vetandet.
Begreppet är dock inte begränsat till en enda helig bok utan omfattar hela kretsen av den fornindiska religiösa litteraturen, sakrala verk av mycket olika karaktär, vars tillkomst tagit flera århundraden i anspråk. I muntlig tradition har denna litteratur fortplantats och ständigt svällt ut. Veda betraktas redan vid sitt första framträdande som en helig bok vilande på gudomlig uppenbarelse.
Veda är uppdelad i dessa fyra delar: 
- Rigveda
- Yajurveda
- Samaveda
- Atharvaveda

I den antivediska buddhismens äldsta texter, Tipitaka, talas på flera ställen om Vedatexterna som "det trefaldiga vetandet". Av detta och andra skäl är det mycket möjligt att Atharvaveda är av senare datum.